# Jasienica Górna
Jasienica Górna est une localité polonaise de la voïvodie d'Opole et du powiat de Nysa.